# سیارک ۷۵۲۷
سیارک ۷۵۲۷ (به انگلیسی: 7527 Marples، نامگذاری:1993BJ) هفت هزار و پانصد و بیست و هفتمین سیارک کشف شده‌است که در ۲۰ ژانویه ۱۹۹۳ کشف شد.